# بافاريا-ميونخ
هذه المقالة عن دوقية من عصور وسطى المتأخرة، إذ كنت تريد عن نادي كرة القدم يحمل نفس الاسم، انظر: بايرن ميونخ.
بافاريا-ميونخ (بالألمانية: Bayern-München)؛ كانت دوقية في الإمبراطورية الرومانية المقدسة منذ عام 1392 إلى عام 1505، ويُشار إليها بـ دوقية بافاريا العليا وخاصة عند الحكام المتأخرون، حكمها أفراد من سلالة فيتلسباخ.

## التاريخ

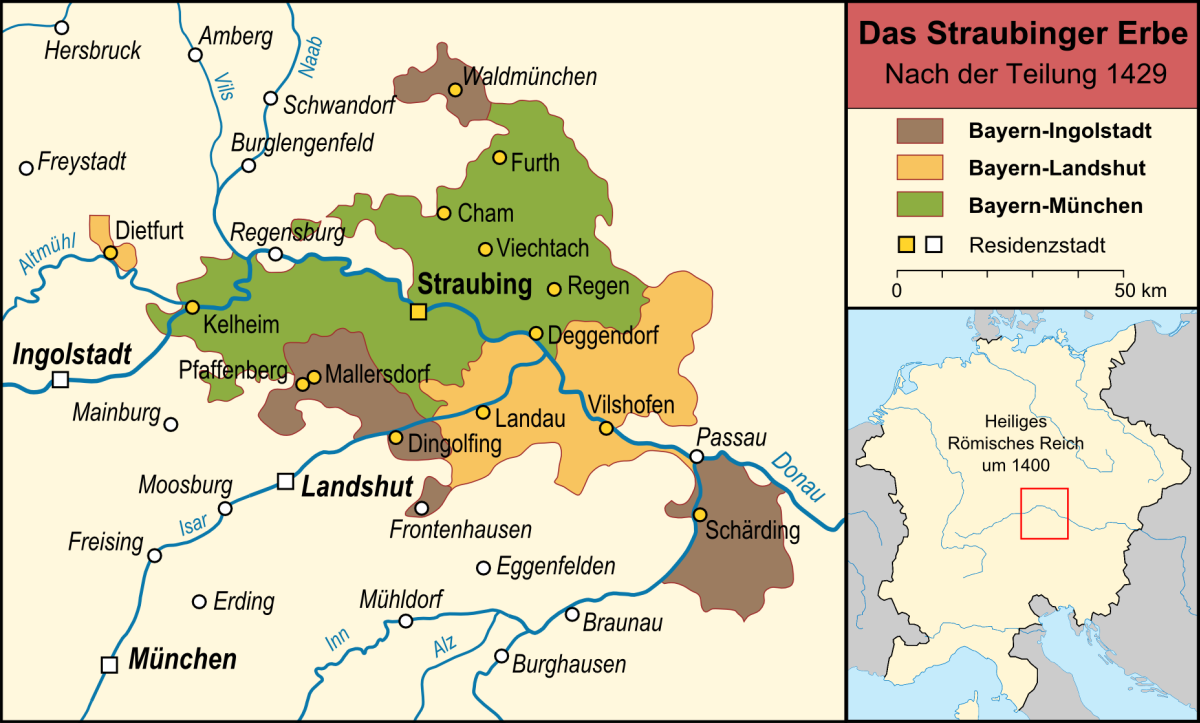
تقسيم بافاريا-شتراوبنغ، بحيث يظهر نصيب بافاريا-ميونخ الكبير بلون الأخضر.

بعد وفاة ستيفان الثاني في عام 1375، حكم أبناؤه ستيفان الثالث وفريدرخ ويوهان الثاني دوقية بافاريا السفلى-لاندسهوت بشكل مشترك، بعد سبعة عشر عامًا قرر الأخوان تقسيم ميراثهم رسميًا. تلقى يوهان الأصغر بينهم بافاريا-ميونيخ، وفي حين استلم ستيفان الأكبر بافاريا-إنغولشتات، بينما احتفظ فريدرخ الأوسط بما تبقى من بافاريا-لاندسهوت، وفي عقد 1420 تمكن حكام بافاريا-ميونخ من توسيع أراضيهم بشكل كبير، وخاصة بعد حرب الأهلية (1420-1422)، ولأن الحكام استطاعوا كسب ثقة الإمبراطور سيغيسموند تمكنوا في عام 1429 من ضم أجزاء كبيرة من بافاريا-شتراوبينج بما في ذلك مدينة شتراوبنج، ومع عقد 1440 تحالف ألبرشت الثالث مع لودفيغ الثامن من بافاريا-إنغولشتات ضد والده لودفيغ السابع بحيث تم أسره عام 1443 من قبل ابنه وبعد وفاة الابن في عام 1445 تم تسليم والده لأول مرة إلى ألبرشت آخيل من براندنبورغ-أنسباخ والذي بدوره سلمه إلى عدوه اللدود هاينريش السادس عشر، لاحقاً تم ذم الدوقية بأكملها بعد وفاته في 1447 إلى بافاريا-لاندسهوت وحصل على دعم الإمبراطور فريدرخ الثالث، أخيراً وافق ألبرشت هذا الضم في 1450 دون اعتراض، في عام 1467 انفصلت عنها داخاو ولكن عادت في 1501، ومع عام 1503 توفي الدوق غيورغ من لاندسهوت دون وريث ذكر، حاول غيورغ مسبقاً توريث أملاكه إلى ابنته إليزابيث وزوجها روبرخت من بالاتينات، إلا أن ألبرشت الرابع لم يوافق بحيث كانت تمنع من خلافته حسب نظام البكورة، مما أدى إلى اندلاع حرب مسلحة استمرت حتى 1505 بعد وساطة نسيبه الملك ماكسيمليان الأول استلم أجزاء كبيرة من الأراضي مما أدى إلى توحيد الأراضي وإنشاء «دوقية بافاريا» مرة أُخرى، وفي عام 1506 أصدر ألبرشت الرابع قانون البكورة بحيث منع المزيد من الانقسامات، تولى السلطة لابن البكر.

## الحكام
| الاسم         | فترة الحكم | القرابة           |
| ------------- | --- | ----------------- |
| يوهان الثاني  | دوق بافاريا حتى 1392 (كان مسؤول عن بافاريا العليا) دوق بافاريا-ميونخ 1392-1397 بالمناصفة مع شقيقه (ستيفان الثالث). | ابن ستيفن الثاني  |
| إرنست         | دوق بافاريا-ميونخ 1397-1438                                                                                        | ابن يوهان الثاني  |
| فيلهلم الثالث | دوق بافاريا ميونخ 1397-1435                                                                                        | ابن يوهان الثاني  |
| أدولف         | دوق بافاريا-ميونخ 1435-1441                                                                                        | ابن فيلهلم الثالث |
| ألبرشت الثالث | دوق بافاريا-ميونخ 1438-1460                                                                                        | ابن إرنست         |
| يوهان الرابع  | دوق بافاريا-ميونخ 1460-1463                                                                                        | ابن ألبرشت الثالث |
| سيغيسموند     | دوق بافاريا-ميونخ 1460-1467 دوق بافاريا-داخاو 1467-1501                                                            | ابن ألبرشت الثالث |
| ألبرشت الرابع | دوق بافاريا-ميونخ 1465-1505 دوق بافاريا                                                                            | ابن ألبرشت الثالث |